# 海藻小杆菌属
海藻小杆菌属（学名：Algibacillus）是交替单胞菌科的一属。

## 下属物种
本属包括以下物种：
- 海藻小杆菌 Algibacillus agarilyticus Meng et al. 2021[2]